# Hyalotia viridis
Hyalotia viridis är en svampart som först beskrevs av Torrend, och fick sitt nu gällande namn av Guba 1961. Hyalotia viridis ingår i släktet Hyalotia och familjen Amphisphaeriaceae.   Inga underarter finns listade i Catalogue of Life.